# Mount Benninghoff
Mount Benninghoff är ett berg i Antarktis. Det ligger i Östantarktis. Nya Zeeland gör anspråk på området. Toppen på Mount Benninghoff är 1 965 meter över havet, eller 424 meter över den omgivande terrängen. Bredden vid basen är 2,4 km.
Terrängen runt Mount Benninghoff är huvudsakligen kuperad, men österut är den bergig. Trakten är obefolkad. Det finns inga samhällen i närheten.